# 30 giorni di buio II
30 giorni di buio II (30 Days Of Night: Dark Days) è un film del 2010 diretto da Ben Ketai.
Il film, seguito di 30 giorni di buio del 2007, vede Kiele Sanchez nella parte di Stella, la quale in precedenza era stata interpretata da Melissa George.

## Trama
Il film si svolge un anno dopo la caduta di Barrow.
Stella, una dei pochi sopravvissuti, cerca di far credere alle altre persone che i vampiri esistono, ma senza successo. Una sera ad una convention, Stella racconta cosa è successo ma con un pessimo risultato. Stavolta è preparata, ha piazzato 3 lampade con la stessa intensità del sole, e poi le accende, facendo così bruciare i corpi dei 3 vampiri presenti nella sala. Viene poi arrestata da un poliziotto federale che è un suddito umano di Lilith (La Regina) che aspetta la sua ricompensa, in cambio dei suoi servigi.
Stella viene rilasciata e va nella sua stanza d'albergo. Ad aspettarla ci sono due uomini e una donna, Paul, Amber e Todd, i cui cari hanno subito la stessa sorte dei cittadini di Barrow. Amber esce dalla stanza e vede che uno dei vampiri è lì per uccidere Stella. Torna dentro e Paul spara al vampiro. I quattro si rifugiano da Dane, anch'esso un vampiro che però riesce a controllare la sua sete.
Il giorno seguente i quattro scoprono dove si trova il covo di Lilith e decidono di andarvi. Una volta entrati nel tunnel, i vampiri li assalgono e Todd viene ferito. Si rifugiano dentro ad una stanza e Stella è costretta ad uccidere Todd, perché divenuto un vampiro. Fattasi sera Dane li preleva dal nascondiglio e, nell'uscire, incontrano un vampiro e lo catturano. Portano il vampiro nella casa di Dane e si fanno rivelare che tra poco ci sarà "un'altra festa" dove il sole non sorgerà per 30 giorni e la sorte sarà come quella di Barrow.
Quella sera lo lasciano andare con l'intenzione di seguirlo e scoprire dove si nascondono. Il giorno dopo piazzano delle cariche di C4 su un capanno, uno dei loro nascondigli. Scendendo una scala trovano una ragazza legata come l'uomo nel tunnel. Lei svegliandosi grida e attira l'attenzione dei vampiri che accorrono subito. Amber viene assalita e perde il detonatore. Non vedendo alcuna via di scampo, Stella spara sul tetto del capanno facendo entrare luce, così che i vampiri non possano avvicinarsi. Stella vedendo il detonatore corre verso di esso e fa scoppiare il C4. Stella si risveglia con un pollice slogato e tutti e quattro corrono a casa. Paul cura il pollice di Stella e dopo tra i due nasce l'amore.
Jennifer, la ragazza legata nel capanno, rivela ai suoi salvatori che i vampiri si trovano su una nave che salperà per la città da distruggere. Intanto Lilith fa divenire il poliziotto un vampiro, che per far sì che lui possa uccidere una ragazza che era vicina di stanza di Stella all'albergo. Il poliziotto bussa alla porta della casa di Dane. Questi apre e viene colpito alla testa da un colpo di pistola. Allora i ragazzi corrono al molo e salgono sulla nave, mentre Jennifer prende la loro macchina e scappa. I tre entrano nella nave e scoprono che i vampiri possono risorgere se entrano in contatto con del sangue.
Dopo questa scoperta, i tre si dirigono alla sala comando ma trovano molti cadaveri e delle tinozze colme di sangue. Arrivati alla cabina, Amber viene presa, trascinata per le gambe in una stanza lontana da loro e morsa da due vampiri uccidendo il comandante della nave per sbaglio. Stella e Paul la vedono, Amber implora Paul di ucciderla, lui accetta e la uccide. I vampiri li circondano e Lilith ordina al poliziotto di dissanguarli. Lega i due a delle catene e taglia Paul su un braccio, Stella infuriata si libera e con una accetta gli taglia la testa. I due cercano di fermare la nave distruggendo i circuiti. Lilith arriva e uccide Paul. Stella cerca di nascondersi ma si scontra con Lilith.
Stella scappa e si rifugia in una stanza dove al centro c'è una vasca colma di sangue e sopra di essa dei tubi. Lilith arriva e, vedendo delle gocce di sangue cadere dai tubi, guarda in alto. Stella esce dalla vasca e le taglia la testa. I vampiri arrivano e la lasciano passare in segno di sottomissione, perché ha ucciso la loro regina. Stella decide così di fare ritorno a Barrow, riesumando il cadavere di suo marito Eben. Per far sì che ciò avvenga Stella si taglia una mano, ma vedendo che non funziona, si taglia un braccio e sviene. Quando rinviene trova suo marito Eben in piedi e lo abbraccia ma lui, ormai diventato un vampiro, la morde.

## Distribuzione
Dopo essere stato presentato in anteprima al Comic-Con di San Diego il 23 luglio 2010, con la presenza del cast artistico, negli Stati Uniti il film venne distribuito direttamente per il mercato home video su DVD e Blu-ray Disc dal 5 ottobre 2010.

## Differenze nel fumetto
La storia continua dopo il finale del film: Stella benché divenuta vampira, mantiene coscienza di sé insieme al marito Eben. Poiché altri vampiri sono in circolazione essi giurano alla gente della loro città che li proteggeranno dai loro attacchi.